# Autocataliză
Se spune că o reacție chimică este autocatalitică dacă unul dintre produșii de reacție acționează pe post de catalizator pentru aceeași reacție sau pentru o reacție chimică cuplată.